# Kopalnia Węgla Kamiennego Borynia
Kopalnia Węgla Kamiennego Borynia – kopalnia węgla kamiennego (koksującego) w Jastrzębiu-Zdroju (sołectwo Szeroka) w woj. śląskim. Od 1 stycznia 2013 funkcjonuje jako Ruch Borynia Kopalni Węgla Kamiennego Borynia-Zofiówka-Bzie. Nazwa pochodzi od pobliskiej wioski Borynia.
Kopalnia Borynia wchodziła kolejno w skład organizacji skupiających okoliczne zakłady górnicze:
- Rybnickie Zjednoczenie Przemysłu Węglowego (działało w latach 1945–1982)[3],
- Zrzeszenie Kopalń Węgla Kamiennego w Jastrzębiu-Zdroju (działało w latach 1982–1984)[4],
- Rybnicko-Jastrzębskie Gwarectwo Węglowe (działało w latach 1984–1988)[4],
- Przedsiębiorstwo Eksploatacji Węgla „Południe” z siedzibą w Jastrzębiu-Zdroju (działało w 1989 roku)[5].

Dzisiaj kopalnia wchodzi w skład Jastrzębskiej Spółki Węglowej (utworzona 1 kwietnia 1993 roku).
Od jej nazwy pochodzi pierwsza nazwa siatkarskiej drużyny KS Jastrzębie-Borynia, posiada własną halę sportową, dom kultury, zakład przeróbczy, bocznicę kolejową.
Kopalnia (obecnie Ruch Borynia) jest zabezpieczana przez Okręgową Stację Ratownictwa Górniczego w Wodzisławiu Śląskim.

## Podstawowe informacje o kopalni
Złoże KWK „Borynia” znajduje się na terenie gminy Mszana, Świerklany, Pawłowice oraz miasta: Jastrzębie-Zdrój. Zajmuje ono obszar górniczy o powierzchni 17,4 km². Zasoby operatywne szacuje się na 34,0 mln ton węgla gazowo-koksowego oraz energetycznego. Eksploatowanych jest pięć pokładów. Kopalnia posiada następujące szyby:
- 1 wydobywczy,
- 1 zjazdowy,
- 2 wentylacyjno-materiałowe,
- 1 wentylacyjny.

W kopalni czynne są następujące poziomy:
- Wydobywcze – 838m, 950m,
- Wentylacyjne –  713m.

## Historia
- 1959 – Ustalenie w dniu 25 lutego 1959 roku na konferencji w Biurze Projektów Górniczych w Gliwicach granic złoża pod budowę nowej kopalni o nazwie „Borynia”.
- 23 października 1961 r. – KOPJ-RZPW zatwierdziła wstępny projekt budowy Kopalni Węgla Kamiennego „Borynia”.
- 12 września 1962 – Prezydium Komisji Planowania przy Radzie Ministrów zatwierdziła wstępny projektu budowy Kor.palni Węgla Kamiennego „Borynia”.
- 16 listopada 1962 r. – Zarządzeniem Ministra Górnictwa i Energetyki powołano Dyrekcję Kopalni Węgla Kamiennego „Zofiówka-Borynia-Pniówek” w budowie z siedzibą w Jastrzębiu Górnym.
- 16 kwietnia 1969 r. – decyzją Ministra Górnictwa i Energetyki, w miejsce dotychczasowego przedsiębiorstwa powołano Dyrekcję Kopalni Węgla Kamiennego „Borynia-Pniówek” w budowie.
- 1 stycznia 1971 r. – powołanie Decyzją Ministra Górnictwa i Energetyki w dniu przedsiębiorstwa państwowego pod nazwą Kopalnia Węgla Kamiennego „Borynia” i tym samym rozpoczęcie samodzielnej działalności gospodarczej.
- 4 grudnia 1971 r. – uroczyste uruchomienie kopalni.
- 1975 rozpoczęcie eksportu do krajów II obszaru płatniczego.
- 29 sierpnia 1980 r. – w kopalniach Śląska wybuchają strajki
- 3 września 1980 r. – załoga kopalni zrzeszona w Międzyzakładowym Komitecie Strajkowym w Kopalni Wągla Kamiennego „Manifest Lipcowy” przystąpiła do porozumienia jastrzębskiego z rządem PRL
- W dniach 12–15 grudnia 1981 w KWK „Borynia” trwał strajk górników. Na skutek interwencji MO górnicy opuścili teren kopalni bez walki.
- 2 sierpnia 1982 r. – kopalnię włączono do nowo utworzonego Zrzeszenia Kopalń Węgla Kamiennego w Jastrzębiu Zdroju
- 1984 – kopalnię włączono do Rybnicko-Jastrzębskiego Gwarectwa Węglowego.
- W dniach 15 – 31 sierpnia 1988 r. trwały protesty górników, których następstwem był upadek PRL.
- 1 kwietnia 1993 r. – Kopalnia staje się Zakładem Jastrzębskiej Spółki Węglowej S.A.
- 24 listopada 2003 r. – Jednostka Certyfikująca Głównego Instytutu Górnictwa przyznaje kopalni „Borynia” Certyfikat Systemu Zarządzania Bezpieczeństwem i Higieną Pracy CS/12/03.
- od 2003 r. – złoże kopalni „Borynia” obejmuje obszar górniczy „Szeroka I”.
- 4 czerwca 2008 r. – w wyniku wybuchu metanu na poziomie wydobywczym 838 metrów zginęło 4 górników (w tym 2 z firmy Z.O.K.) a 19 zostało rannych. Trzy dni później w szpitalu w Jastrzębiu Zdroju zmarł kolejny górnik. 13 czerwca podano informację, że w szpitalu zmarł szósty górnik.
- od 1.01.2011 Decyzją Zarządu JSW S.A. z dniem 1 stycznia kopalnia Borynia i kopalnia Zofiówka działają jako jeden podmiot o nazwie – Kopalnia Węgla Kamiennego Borynia-Zofiówka[7]. Połączenie tych dwóch kopalń jest pierwszym etapem utworzenia kopalni zespolonej. W przyszłości do KWK Borynia - Zofiówka zostanie przyłączona kopalnia Jas-Mos. W latach 2011–2012 funkcjonowała jako Ruch Borynia Kopalni Węgla Kamiennego Borynia-Zofiówka.
- od 1.01.2013 r. utworzono KWK „Borynia-Zofiówka-Jastrzębie”[2].
- w 2019 r. wyłączono z niej KWK Jastrzębie, a w 2023 włączono Ruch Bzie.
- od 2023 r. Kopalnia nosi nazwę: Kopalnia Węgla Kamiennego „Borynia-Zofiówka-Bzie”

Kopalnia „Borynia” od początku wydobycia tj. od 1972 roku wydobyła 80 mln ton węgla (netto) oraz wydrążyła 773 km wyrobisk korytarzowych.
Imię kopalni nosi uniwersalny masowiec zbudowany w Stoczni Szczecińskiej dla Polskiej Żeglugi Morskiej – MS Kopalnia Borynia.
Przy kopalni działa Orkiestra Dęta KWK „Borynia” oraz Mażoretki Orkiestry Dętej KWK „Borynia”

## Dyrektorzy kopalni
- od 01.01.1970 do 12.02.1976 – Maksymilian Tarabura
- od 12.01.1976 do 28.02.1986 – Bohdan Borowy
- od 01.03.1986 do 10.08 1990 – Jan Myrczek
- od 10.08.1990 do 31.05.1994 – Jerzy Pisarek
- od 01.06.1994 do 15.10.1995 – Jerzy Marszolik
- od 06.10.1995 do 19.04.1999 – Franciszek Niezgoda
- od 06.05.1999 do 31.12.1999 – Jan Surma
- od 01.01.2000 do 02.10.2000 – Bogusław Jaskier
- od 10.10.2000 do 06.04.2003 – Franciszek Niezgoda
- od 14.04 2003 do 31.12.2006 – Bogumił Śliwczyński
- od 01.01.2007 do 19.07.2007 – Czesław Kubaczka
- od 19.07.2007 do 31.12.2010 – Zbigniew Czernecki
- od 1.01.2011 – Czesław Kubaczka